# كروني (جبل)
كروني (بالإنجليزية: Krone (mountain))‏ هو أحد جبال سلسلة جبال الألب سيلفريتا وجزء من القمة الأم فلوشثورن يقع في كانتون غراوبوندن، سويسرا. يبلغ ارتفاع الجبل حوالي 3187 متر، بينما يبلغ ارتفاع نتوء الجبل 243 متر.